# Karin III ibn Xahriyar Nadjm al-Dawla
Karin III ibn Shahriyar Nadjm al-Dawla fou ispahbad bawàndida del Tabaristan.
Era fill de Shahriyar V ibn Karin Husam al-Dawla. El 1106 el sultà seljúcida Muhammad ibn Malik Shah va decidir posar fi al desafiament ismaïlita, i la fortalesa de la secta a Shahdiz al Tabaristan fou assetjada i es va rendir finalment després d'un any de setge (1107); Muhammad va ordenar als bawàndides participar en la campanya contra els ismaïlites, però Husam al-Dawla va refusar i el sultà va enviar un exèrcit de càstig dirigir pel seu amir Ak Sunkur al-Bukhari que va assetjar Sari però fou derrotat en una sortida inesperada del fill de l'ishpabad i hereu presumpte Karin (III) ibn Shariyar Nadjm al-Dawla. Llavors el sultà va enviar una carta conciliatòria, on demanava l'enviament d'un dels fills de l'ispahbad com a ostatge a Esfahan. Fou enviat el fill Ali ibn Shahriyar Ala al-Dawla que va impressionar molt favorablement al sultà que li va oferir la mà de la seva germana; Ali però va recomanar concedir aquest honor al seu germà i hereu Karin (III). Així es va fer i després de l'enllaç (a Esfahan) Karin III va retornar a Sari on es va considerar sobirà i va menysprear al seu pare (vers 1111) però al cap d'un temps, quan el pare es va posar malalt, Karin (III) el va cridar a Sari i va demanar perdó i el va restablir en tots els seus drets. Karin però va seguir exercint funcions de govern i no es va mostrar gaire dòcil amb Ak Sunkur, atabeg del príncep seljúcida Djalal al-Din Ahmad, fill del sultà, que tenia la seu del seu govern a Rayy, i aquest va decidir emliminar-lo i va oferir un exèrcit a Ali Ala al-Dawla per enderrocar al seu germà, però el pare comú, Shahriyar V ibn Karin Husam al-Dawla, va aconseguir la retirada d'Ali (vers 1112).
No obstant el conflicte va continuar i Karin (III) es va queixar al sultà Muhammad ibn Malik Shah sobre el seu germà Ala al-Dawla. Vers el 1113/1114 Husam al Dawla va aprofitar unes circumstàncies favorables per ocupar Gurgan i es trobava a Tomisa o Tamisha quan es va posar malalt i va morir (1113/1114).
Karin III va pujar llavors al tron de ple dret i va fer empresonar als principals col·laboradors del seu difunt pare, que eren segurament els millors i més capacitats. Sobtadament el 1116 es va posar malalt i va morir després d'assegurar la successió al seu fill Rustam IV ibn Karin a favor del qual havia fet fer el jurament a la noblesa i als caps.